# Eyerlekh

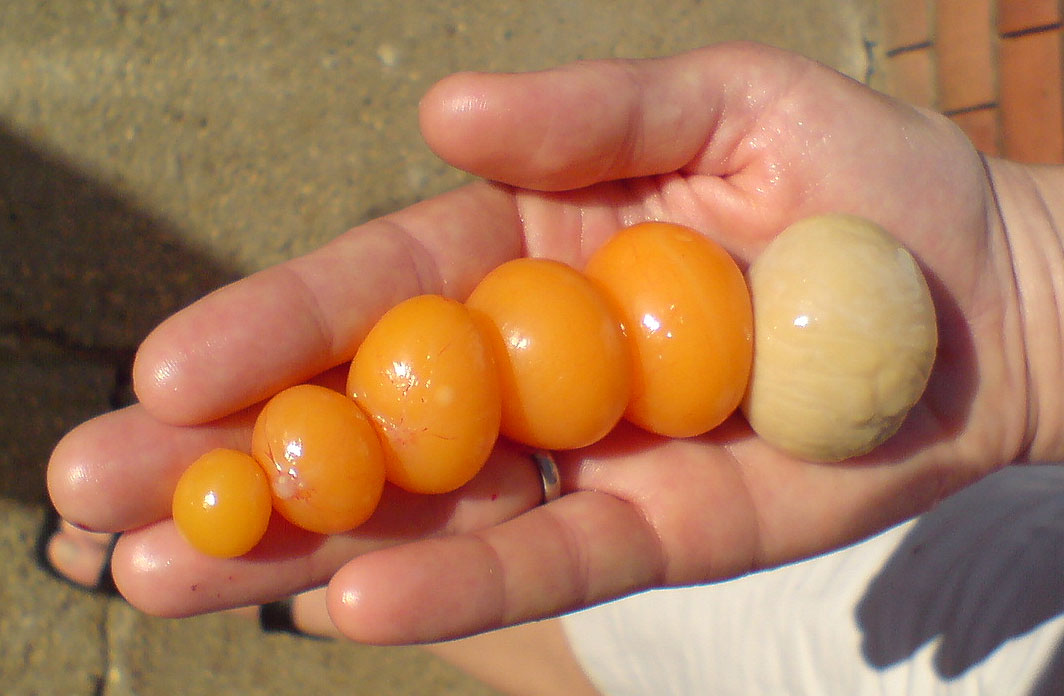
As cinco primeiras ovas em cor laranja na imagem, da esquerda para a direita, são o tipo que é referido como Eyerlekh

Eyerlekh (em iídiche:  עיירלעך, "pequenos ovos") são ovos cremosos, saborosos e não chocados, encontrados dentro de galinhas recém abatidas e tipicamente cozidos em sopa. Muitas vezes, as aves são cozidas com os ovos ainda dentro. Eles eram historicamente comuns na Culinária judaica Ashkenazi, mas seu uso tornou-se muito menos frequente com a ascensão de peças de frango pré-embaladas.